# Mitsubishi Ki-30
Ki-30 (яп. キ30), легкий бомбардировщик армейский тип 97 (яп. 九七式軽爆撃機) — цельнометаллический одномоторный бомбардировщик Сухопутных войск Императорской Японии Второй мировой войны. Условное обозначение ВВС союзников — «Энн» («Ann»), ВВС РККА — «ЛБ-97». Разработан коллективом конструкторов Mitsubishi (Кавано, Оки и Мицуно) под руководством инженер-полковника Комамура. Первый полет состоялся в начале 1937 г., выпускался малой серией для нужд Сухопутных войск до начала Второй мировой войны

## История
В середине 1930-х годов технический отдел армейской авиации Японии (Koku Hombu) разработал долгосрочную программу модернизации своих сил, включая производство современных боевых самолетов собственной японской разработки. Одной из задач этой программы было создание легкого бомбардировщика.
В соответствии с требованиями технического задания новый легкий бомбардировщик предназначался для непосредственной поддержки сухопутных войск на поле боя. На высоте 3000 м скорость должна быть не менее 400 км/ч, скороподъёмность на эту высоту 8 минут, дальность полета до 750 км. Бомбовая нагрузка 300-450 кг, также было выдвинуто требование обеспечить бомбометание с полого пикирования.
В конкурсе на создание нового самолета было предложено участвовать крупнейшим авиастроительным фирмам Японии.  В конечном итоге в конкурсе приняли участие фирмы "Mitsubishi" и "Kawasaki". Представленные эскизные проекты самолетов "Mitsubishi Ki-30" и "Kawasaki Ki-32" были одобрены и фирмам были заказаны прототипы для конкурсных испытаний.  
Первый прототип Ki-30 поднялся в воздух в феврале 1937 года, а Ki-32 взлетел в марте 1937 года. Самолеты были с похожими характеристиками, но по результатам сравнительных испытаний предпочтение было отдано самолету "Mitsubishi Ki-30". В сентябре 1937 года фирма "Mitsubishi" получила заказ на 16 предсерийных самолетов, которые были изготовлены до конца года и переданы на войсковые испытания.  
На вооружение Ki-30 был принят под официальным обозначением "легкий бомбардировщик армейский тип 97", а союзники присвоили этому самолету название "Ann". Серийное производство было организовано с марта 1938 года на авиационном заводе "Mitsubishi" в Нагое. До апреля 1940 года завод в Нагое выпустил 618 самолетов, еще 68 самолетов было изготовлены на армейском военно-воздушном арсенале Tachikawa.  

## Боевое применение
Воевать самолеты Ki-30 начали во время 2-й японо-китайской войны в 1938 году, где они себя хорошо проявили. В сопровождении истребителей они не встречали активного противодействия и избежали крупных потерь. Летом 1939 года бомбардировщики Ki-30 участвовали в военном столкновении с Советским Союзом на Халхин-Голе.
К моменту боев Второй Мировой войны на Тихом океане бомбардировщики Ki-30 составляли основу легкобомбардировочной авиации армии Японии. Тут в полной мере проявились недостатки самолетов этого класса - низкая скорость и слабое вооружение. В противостоянии с более современной техникой союзников потери японских бомбардировщиков стали стремительно расти. Со второй половины 1942 года бомбардировщики Ki-30 начали выводить из боевых подразделений и передавать в учебные части. Некоторые самолеты, из числа переданных в летные школы, были использованы пилотами камикадзе в ходе битвы за Окинаву.
С 1940 года 24 бомбардировщика Ki-30 эксплуатировались в Королевских Тайских ВВС, здесь они получили наименование "Nagoya". Таиландские самолеты действовали против французских войск в Индокитае. Здесь они эксплуатировались до конца 1940-х годов. Трофейные Ki-30 широко использовались китайцами.

## Характеристики
Приведённые ниже характеристики соответствуют модификации Ki-30-2-Оцу
| Ki-30                   |                                   |        |
| Характеристики          | Ki-30-2-Оцу                       |        |
| Технические             |                                   |        |
| Экипаж                  | 5 чел.                            |        |
| Длина                   | 10,3 м                            |        |
| Размах (площадь) крыла  | 14,6 м (30,6 м².)                 |        |
| Высота                  | 3,6 м                             |        |
| Взлетная (сухая) масса  | 3,3 т (2,2 т)                     |        |
| Силовая установка       |                                   |        |
| Двигатель               | «Ха-5»                            |        |
| Объем                   | 37 л                              |        |
| Мощность                | 900 л. с.                         |        |
| Тяговооружённость       | 0,3 л. с./кг                      |        |
| Лётные                  |                                   |        |
| Макс. (крейс.) скорость | 430 км/ч (380 км/ч)               |        |
| Скороподъёмность        | 8,3 м/с                           |        |
| Нагрузка на крыло       | 140 кг/кв. м.                     |        |
| Дальность               | 1,7 тыс. км                       |        |
| Потолок                 | 8?6 км                            | 8?6 км |
| Вооружение              |                                   |        |
| Стрелковое              | крыльевое/ турельное 2 ед. тип 89 |        |
| Подвесное               | до 450 кг авиабомб                |        |